# Propstei Bad Gandersheim
Die Propstei Bad Gandersheim war bis zum 31. Dezember 2016 einer von 13 Unterbezirken der Evangelisch-Lutherischen Landeskirche in Braunschweig. Zum 1. Januar 2017 schloss sie sich mit der Propstei Seesen zur Propstei Gandersheim-Seesen zusammen.

## Geographische Lage
Die Propstei Bad Gandersheim liegt im Südwesten der Braunschweiger Landeskirche im Leinebergland. Im Süden, Westen und Norden grenzt sie an die Evangelisch-Lutherische Landeskirche Hannovers und im Osten an die Propstei Seesen.
Die in der Propstei Bad Gandersheim zusammengefassten Kirchen gehören zu den politischen Gemeinden Bad Gandersheim, Delligsen und Einbeck.

## Geistliche Leitung
Die geistliche Leitung und zugleich den Vorsitz im sieben Mitglieder zählenden Propsteivorstand hat der Propst, beziehungsweise die Pröpstin.

## Kirchengemeinden
Zur Propstei Bad Gandersheim gehörten zuletzt 33 Kirchengemeinden (Pfarrämter). Zu einem Pfarramt gehören meist mehrere Kirchen. Die Verwaltungsgeschäfte der Propstei werden durch einen Vorstand wahrgenommen. Die Mitglieder der Gemeinden werden in kirchlichen Angelegenheiten durch die Propsteisynode vertreten, die aus 47 Mitglieder besteht.